# Los tres impostores
Los tres impostores es una novela de terror escrita por Arthur Machen en 1894. La historia transcurre en Londres, en los años finales del XIX. La novela se estructura en capítulos, cada uno de los cuales relata una historia particular que se entrelaza con las demás historias sin perder su autonomía. Esto permitió que alguno de los episodios fuera tomado como un cuento e incluido en diferentes antologías del género fantástico y de terror.
Los tres impostores fue escrita con posterioridad a El gran dios Pan. A continuación Machen escribió la novela con rasgos autobiográficos La colina de los sueños.

## Argumento
Tres miembros de una sociedad secreta intentan encontrar a un cuarto miembro, que con anterioridad había traicionado a la sociedad. Tanto los perseguidores como el perseguido se valen para sus objetivos de las posibilidades que ofrece la ciudad de Londres, con sus oscuridades y multitudes anónimas.
Las calles y pasajes del espacio urbano se muestran como un escenario mágico donde lo horrendo o lo sobrenatural puede tener cabida. En su búsqueda, los perseguidores traban relación con los dos caballeros ingleses, Mr. Phillips y Mr. Dyson, a los cuales relatan historias siniestras e involucran de algún modo, por ejemplo, apelando a su caballerosidad y discreción.

## Capítulos
La novela se estructura en ocho capítulos:
- Prólogo: La introducción del libro, que en rigor relata el final de la serie de episodios, presenta a los tres personajes centrales («los tres impostores») y a los dos caballeros británicos, cuyo deambular por Londres será el hilo conductor de la historia.
- La aventura del Tiberio de oro
- El encuentro en la calle, contiene el episodio Novela del valle oscuro
- Aventura del hermano desaparecido, contiene el episodio Novela del Sello Negro
- Incidente en una taberna
- La imaginación decorativa, contiene el episodio Novela de la Doncella de Hierro
- El recluso de Bayswater, contiene el episodio Novela del polvo blanco
- Extraño suceso en Clerkenwell, contiene el episodio Historia del joven de anteojos
- Aventura de la residencia abandonada, epílogo de la obra, en el tiempo del relato sucede inmediatamente a continuación del prólogo.

## Personajes
Los personajes de la novela son:
- Mr. Phillips y Mr. Dyson, caballeros ingleses, cultos y ociosos, que en distintos momentos se relacionan con "los impostores"
- Mr. Davies, se presenta como  Mr. Burton
- Mr. Richmond, personifica a Mr. Wilkins
- Miss. Helen, encarna a Miss. Lally y Miss. Leicester, en dos encuentros diferentes

## Ediciones
Algunas de las ediciones de la obra fueron:
- 1985. Biblioteca Personal Jorge Luis Borges. Madrid: Hyspamérica Ediciones. ISBN 8485471725.
- 1986. Libro de Bolsillo. España: Alianza Editorial. ISBN 8420600423.
- 2003. Biblioteca de Fantasía y Terror. España: Alianza Editorial. ISBN 9788420655536.
- 2008. España: BackList. ISBN 9788408079262.
- 2011. España: Editorial Planeta. ISBN 9788408079262.